# Bowman (Familienname)
Bowman ist ein englischer Familienname.

## Herkunft und Bedeutung
Bowman ist ein Berufsname für einen Bogenschützen, abgeleitet vom mittelenglischen bowe (=Bogen).

## Namensträger
- Adarius Bowman (* 1985), US-amerikanischer Canadian-Football-Spieler
- Addison Bowman, US-amerikanische Schauspielerin
- Alan K. Bowman (* 1944), britischer Althistoriker
- Alex Bowman (* 1993), US-amerikanischer Automobilrennfahrer
- Alice Bowman (* 1960), US-amerikanische Wissenschaftlerin
- Andrea Bowman, Diplomatin aus St. Vincent und den Grenadinen
- Andrew Bowman (* 1984), schottischer Badmintonspieler
- Archibald Allan Bowman (1883–1936), schottischer Philosoph und Lehrer in Princeton
- Brady Bowman, amerikanischer Philosoph und Hochschullehrer
- Brandon Bowman (* 1984), US-amerikanischer Basketballspieler
- Charles Calvin Bowman (1852–1941), US-amerikanischer Politiker
- Charles D. Bowman (* 1935), US-amerikanischer Kernphysiker
- Charles Lewis Bowman (1890–1971), US-amerikanischer Architekt
- Chester Bowman (1901–1936), US-amerikanischer Sprinter
- Christopher Bowman (1967–2008), US-amerikanischer Eiskunstläufer
- Chuck Bowman (* 1937), US-amerikanischer Regisseur und Produzent
- Collin Bowman (* 1991), US-amerikanischer Eishockeyspieler
- Dave Bowman (David Walter Bowman; 1914–1964), US-amerikanischer Jazzpianist
- David Bowman (Politiker) (1860–1916), australischer Politiker
- David Bowman (Fußballspieler, 1960) (* 1960), englischer Fußballspieler
- David Bowman (Fußballspieler, 1964) (* 1964), schottischer Fußballspieler
- David Bowman (Eishockeyspieler) (* 1983), italo-kanadischer Eishockeyspieler
- David C. Bowman (1932–2015), US-amerikanischer Geistlicher, Bischof von Western New York
- Debbie Bowman (* 1963), australische Hockeyspielerin
- Don Bowman (1937–2013), US-amerikanischer Musiker, Komiker, Moderator und Songschreiber
- Drayson Bowman (* 1989), US-amerikanischer Eishockeyspieler
- Edward Kellett-Bowman (1931–2022), britischer Politiker
- Elaine Kellett-Bowman (1923–2014), britische Politikerin
- Euday L. Bowman (1887–1949), US-amerikanischer Pianist und Komponist
- Fallon Bowman (* 1983), kanadische Rockmusikerin
- Frank Bowman (Admiral) (* 1944), US-amerikanischer Admiral
- Frank L. Bowman (1879–1936), US-amerikanischer Politiker
- Harry Joseph Bowman (1949–2019), US-amerikanischer Rocker und verurteilter Mörder
- Herbert Bowman (1897–1980), US-amerikanischer Tennisspieler
- Ira Bowman (* 1973), US-amerikanischer Basketballspieler
- Isaiah Bowman (1878–1950), US-amerikanischer Geograf
- J. David Bowman (James David Bowman; * 1939), US-amerikanischer Physiker
- Jamaal Bowman (* 1976), US-amerikanischer Politiker (Demokratische Partei)
- James Bowman (Maler) (1793–1842), amerikanischer Maler
- James Bowman (Politiker) (1861–1940), kanadischer Politiker
- James Bowman (Sänger) (1941–2023), britischer Opernsänger (Countertenor)
- James Cloyd Bowman (1880–1961), amerikanischer Schriftsteller
- James F. Bowman (1826–1882), amerikanischer Journalist und Lyriker
- James Langstaff Bowman (1879–1951), kanadischer Politiker und Curler
- Janine Bowman (* 1973), US-amerikanische Sportschützin
- Jessica Bowman (* 1980), US-amerikanische Schauspielerin
- John Bowman (Autor) (1957–2021), US-amerikanischer Drehbuchautor und Fernsehproduzent
- John Bowman (Fußballspieler) (1879–1943), englischer Fußballspieler, -trainer und -manager
- John Bowman (Historiker) (* 1942), irischer Historiker
- John Gabbert Bowman (1877–1962), US-amerikanischer Bildungswissenschaftler und Hochschullehrer
- Josephine Beatrice Bowman (1881–1971), US-amerikanische Krankenschwester und Inspekteurin
- Josh Bowman (* 1988), britischer Schauspieler
- Ken Bowman (1942–2023), US-amerikanischer American-Football-Spieler
- Kirk Bowman (* 1952), kanadischer Eishockeyspieler
- Lee Bowman (1914–1979), US-amerikanischer Schauspieler
- Maddie Bowman (* 1994), US-amerikanische Freestyle-Skierin
- Matthew Bowman (* 1990), englischer Fußballspieler
- Nate Bowman (* 1943), US-amerikanischer Basketballspieler
- NaVorro Bowman (* 1988), US-amerikanischer American-Football-Spieler
- Noah Bowman (* 1992), kanadischer Freestyle-Skier
- Peter James Bowman, britischer Autor und Übersetzer
- Ralph Bowman (1911–1990), kanadischer Eishockeyspieler
- Raymond J. Bowman (1924–1945), US-amerikanischer Soldat
- Rob Bowman (Musikautor) (* 1956), kanadischer Musikwissenschaftler, Autor, Produzent und Moderator
- Rob Bowman (Fußballspieler) (* 1975), englischer Fußballspieler
- Rob S. Bowman (* 1960), US-amerikanischer Filmregisseur und -produzent
- Rob Bowman (Musikautor) (* 1956), kanadischer Musikwissenschaftler, Autor, Produzent und Moderator
- Rob S. Bowman (* 1960), US-amerikanischer Fernseh- und Filmregisseur
- Rob Bowman (Fußballspieler) (* 1975), englischer Fußballspieler
- Roscoe Bowman (1900–1964), US-amerikanischer Fechter
- Rudy Bowman (1890–1972), US-amerikanischer Schauspieler
- Ryan Bowman (* 1991), englischer Fußballspieler
- Sandra Bowman (* 1967), britische Schwimmerin
- Scotty Bowman (* 1933), kanadischer Eishockeytrainer
- Selwyn Z. Bowman (1840–1928), US-amerikanischer Politiker
- Sidney Bowman (1907–1986), US-amerikanischer Dreispringer
- Stan Bowman (* 1973), kanadischer Eishockeyfunktionär
- Steve Bowman (* 1967), US-amerikanischer Schlagzeuger
- Stuart Bowman (* 1975), britischer Kanute
- Thomas Bowman (1848–1917), US-amerikanischer Politiker
- Tommy Bowman (1873–1958), schottischer Fußballspieler
- Walter Bowman (1870–1948), kanadischer Fußballspieler
- William Bowman (Mediziner) (1816–1892), britischer Anatom, Physiologe und Augenarzt
- William Bowman (Fechter) (1881–1947), US-amerikanischer Fechter
- William Ernest Bowman (1911–1985), britischer Ingenieur und Schriftsteller